# Isshūkan furenzu
Isshūkan furenzu è un film del 2017 diretto da Masanori Murakami e tratto dal manga One Week Friends di Matcha Hazuki.

## Trama
Notato che la sua compagna di classe Kaori Fujimiya è una ragazza solitaria e apparentemente senza amici, il liceale Yūki le si avvicina e viene così a scoprire dalla ragazza che tutti i ricordi dei suoi amici spariscono ogni lunedì. Yūki decide quindi di farsi forza e provare a fare amicizia con lei ogni settimana.

## Distribuzione
Il film è stato distribuito nei cinema giapponesi dalla Shochiku il 18 febbraio 2017.

## Accoglienza

### Botteghini
Dalle prime proiezioni, il film ha guadagnato 153 milioni di yen (1,34 milioni di dollari).
Il film ha incassato in totale 5.804.519 dollari.